# Kündü kagán
A kündü kagán vagy kündür Ibn Fadlán szerint a kazároknál a szakrális kagán helyett ténylegesen irányító második uralkodó, a kagán-bég alá rendelt tisztviselő volt. Ibn Fadlán nem adja meg a pontos szerepét, de mivel a magyaroknál létezett a hasonló nevű kende uralkodói cím, talán a kazárok fennhatósága alatt maradt magyar néprész felügyelője volt. Egy másik hipotézis a tisztséget a régi török 'jog' jelentésű szóból származtatja, ezért lehet, hogy a bíráskodás vezetője volt.